# Liste der Generalgouverneure von Papua-Neuguinea

Flagge des Generalgouverneur

Liste der Generalgouverneure von Papua-Neuguinea:
| Name                          | Personendaten | Amtszeit                                |
| ----------------------------- | ------------- | --------------------------------------- |
| Sir John Guise                | 1914–1991     | 16. September 1975 bis 1. März 1977     |
| Sir Tore Lokoloko             | 1930–2013     | 1. März 1977 bis 1. März 1983           |
| Sir Kingsford Dibela          | 1932–2002     | 1. März 1983 bis 1. März 1989           |
| Sir Ignatius Kilage           | 1941–1989     | 1. März 1989 bis 31. Dezember 1989      |
| Dennis Young (kommissarisch)  | * 1938        | 1. Januar 1990 bis 27. Februar 1990     |
| Sir Serei Eri                 | 1936–1993     | 27. Februar 1990 bis 4. Oktober 1991    |
| Dennis Young (kommissarisch)  | s. o.         | 4. Oktober 1991 bis 11. November 1991   |
| Sir Wiwa Korowi               | * 1948        | 11. November 1991 bis 20. November 1997 |
| Sir Silas Atopare             | 1951–2021     | 20. November 1997 bis 20. November 2003 |
| William Skate (kommissarisch) | 1953–2006     | 21. November 2003 bis 28. Mai 2004      |
| Jeffrey Nape (kommissarisch)  | 1951–2016     | 28. Mai 2004 bis 29. Juni 2004          |
| Sir Paulias Matane            | 1931–2021     | 29. Juni 2004 bis 13. Dezember 2010     |
| Jeffrey Nape                  | s. o.         | 13. Dezember 2010 bis 20. Dezember 2010 |
| Sir Michael Ogio              | 1942–2017     | 20. Dezember 2010 bis 18. Februar 2017  |
| Robert „Bob“ Dadae            | * 1961        | seit 28. Februar 2017                   |